# Bocholt (Belgique)
Pour les articles homonymes, voir Bocholt.
Bocholt est une commune néerlandophone de Belgique située dans la province de Limbourg et en Région flamande.

## Personnalité
- Cornélius a Lapide (Cornelissen van den Steen) (1567-1637), prêtre jésuite, théologien et bibliste de renom est né à Bocholt.

## Sections de la commune
| # | Section  | Superf. (km²) | Habitants (2020) | Habitants par km² | Code INS |
| - | -------- | ------------- | ---------------- | ----------------- | -------- |
| 1 | Bocholt  | 35,86         | 7.469            | 208               | 72003A   |
| 2 | Reppel   | 6,66          | 1.088            | 163               | 72003B   |
| 3 | Kaulille | 16,76         | 4.586            | 274               | 72003C   |

### Localités
- Bocholt: Lozen

## Héraldique
|  | La commune possède des armoiries qui lui ont été octroyées le 2 mars 1876 et confirmées le 19 juillet 1978. Elles sont inspirées du sceau du conseil communal de 1730. La première partie montre le saint patron local, Saint-Laurent, et un hêtre en meuble, Bocholt étant dérivé de la forêt de hêtres. La couleur du milieu montre les armoiries de Jeanne Thérèse, Comtesse de Lannoy et dame de Bocholt en 1730. Les trois têtes de léopard sont les armes des seigneurs médiévaux de Bocholt. Blasonnement : Parti en 1 d'azur à l'image de Saint Laurent d'or, accompagnée d'un hêtre de couleur naturelle; en 2 d'argent à trois lions de sinople, griffus et langués de gueules, couronnés d'or; en 3 de sinople à trois têtes de léopard d'argent à langue de gueules. (Traduction libre) Source du blasonnement : Heraldy of the World. |

## Sport
Bocholt est surtout connu pour son équipe de handball jouant en première division national, le Achilles Bocholt, une fois vainqueur de la Coupe de Belgique et une fois également en Benelux liga.

### Principaux club de la ville
Handball
- Achilles Bocholt

Football
- K Bocholter VV

## Démographie

### Évolution démographique de la section de Bocholt
- Sources:INS, www.limburg.be et Commune de Bocholt

### Évolution démographique de la commune fusionnée
Graphe de l'évolution de la population de la commune. Les données ci-après intègrent les anciennes communes dans les données avant la fusion en 1977.
- Source : DGS - Remarque: 1831 jusqu'à 1981=recensement; depuis 1990=nombre d'habitants chaque 1er janvier[3]

## Jumelages
La ville de Bocholt est jumelée avec :
- Bocholt (Allemagne) depuis 1980
- Dryanovo (Bulgarie) depuis 2008